# 上千葉砂原公園
上千葉砂原公園（かみちばすなはらこうえん）は、東京都葛飾区西亀有にある葛飾区立の都市公園（近隣公園）。

## 概要
自転車･ゴーカート･三輪車･豆自動車の遊具を無料の貸し出しを行っており、公園内を走行できる。そのほかの施設には、動物広場がある。展示されているのはリスザル、ミニブタ、ヤギ、モルモット、クジャク、小鳥など約13種、200匹の動物がある。またポニーに乗馬することができ、公園内を散歩できる。また、桜があり春には花見客で賑わう。遊具にはすべり台、砂場、ブランコをはじめ、メビウスの輪をモチーフにしたのもある。展示されているものではD51502がある。

## D51(展示車両)
大宮工場で解体された車体が、1972年(昭和47年)3月6日の夜、4台のトレーラーにて運び込まれ公園内で組み立て。同年3月18日より一般公開。
展示当時は全国的なSLブームであり、葛飾区が南東北鉄道管理局を通じて依頼し展示に至る。D51としては都内初の展示。近隣小学校の図画工作授業の写生の定番スポットとなっていた。当初は、現在動物広場がある公園西側に展示されていたが、動物広場開設により今の北側に移設される。

## 主な施設
- 交通遊具
- 動物展示コーナー
- ポニー乗馬場
- 駐車場